# 周防灘
周防灘（すおうなだ）は、瀬戸内海北西端に位置する海域である。旧豊前国に属す地域では「豊前海」と呼ばれる。

## 地理・気候
北は山口県南岸、東は室津半島南端から屋代島（周防大島）、西は関門海峡に至る線で区切られる。南は大分県の姫島と山口県の祝島を結ぶ線を境界として伊予灘に接する。東部ほど深度が深く、西へ向かうに連れて浅くなる。
なお、「多島美」を謳う瀬戸内海であるが、周防灘には島嶼が少ないことも特徴であり、たとえば防予諸島の中には、祝島や長島、姫島、平郡島、屋代島など、伊予灘や安芸灘との境界を形成しているものも見られる。
気候は瀬戸内海式気候に属している。晴天の日が多く、降水量は比較的少ない。冬は関門海峡からの北西の季節風の影響を受け、雲が広がりやすく雨・雪を降らせることがあるなど、日本海側気候の特徴も見せる。しかし、季節風は山地で抑えられるため、沿岸の波は穏やかで海が荒れることは少ない。
伊予灘と共に航行上において重要な海域であるため、船舶同士の衝突などの海難事故が比較的に起きやすいという側面もある。

## 自然環境

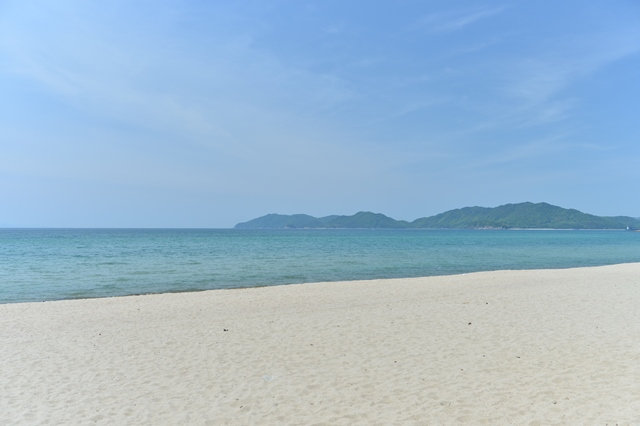
虹ヶ浜海水浴場

有明海など日本列島の暖温帯域の、広大な浅海や干潟を擁した海域のほとんどは、現在では開発や汚染などで生態系が著しく破壊された状態にあるが、周防灘には例外的に良好な環境が多く残存していることも知られる。
北九州市の曽根干潟、大分県中津市の中津干潟、宇佐市の和間海岸などの広大な干潟が存在し、良好な環境が保たれていることが知られている。これらの干潟には絶滅が危惧されるカブトガニなどの生物が生息しており、貴重な野鳥が数多く飛来することでも有名である。
東京湾をはじめ、日本列島の各地で絶滅したとされるアオギスも、周防灘では今も細々と生き延びている。日本のほとんどの産地が壊滅状態にある、在来の真のハマグリの個体群が生き残っている干潟も周防灘で発見されており、アサリやクルマエビなど他の多様な生物にとっても重要な生息地である。
現在でも漁業が盛んであり、沿岸ではカレイ、ブリ、マアジ、マダイやサバなどの漁獲量が多い。また、西部ではカキ、海苔の養殖も盛んに行われている。
天然記念物であるスナメリも、瀬戸内海全体で大きく生息数と分布範囲を減らしたが、周防灘は現在でも比較的にスナメリがよく見られる海域であるとされる。
江戸時代後期または明治時代前期までは周防灘や伊予灘や芸予諸島や別府湾等にクジラが普遍的に回遊していた可能性も示唆されており、たとえば山陽小野田市の沿岸や三田尻にも多くのクジラが遊泳していたとエンゲルベルト・ケンペルらが書き記していたり、上関町の祝島は特にクジラの生息に関する伝承が多く残されていたとされており、周防灘には瀬戸内海でも特に親子のクジラが多かったとされる。しかし、近年の周防灘や伊予灘等への大型鯨類や（スナメリ以外の）イルカ類の出現はまれである。かつて周防灘や伊予灘や芸予諸島や別府湾等に多く見られたクジラはコククジラやミンククジラであったとする説もあるが、厳密な証拠は存在しない。
伊予灘と同様に、近年は地球温暖化の影響からか、ホシエイとナルトビエイの確認数が増加しているとされる。

## 自然災害
九州北部から中国地方西部を強い台風が通過する際には、沿岸部が顕著な高潮に見舞われることがある。事実、1942年には台風によって周防灘沿岸部で大規模な高潮被害が生じ、「周防灘台風」の名で知られる。
また、宇部市の沖には30年以内に地震の引き起こす恐れの高い（Sランク）周防灘断層帯の存在が明らかとなっており、主要活断層に指定されている。

## 工業
沿岸の一部は太平洋ベルト地帯に含まれ、山口県東部の石油コンビナートは瀬戸内工業地域の一郭を成す。関門都市圏の周辺地域は北九州工業地帯を成し、セメントや化学工業のほか、近年は自動車産業の集積も見られる。

## 主な沿岸都市
- 山口県
  - 柳井市 - 光市 - 下松市 - 周南市 - 防府市 - 山口市 - 宇部市 - 山陽小野田市 - 下関市
- 福岡県
  - 北九州市門司区・小倉南区 - 行橋市 - 豊前市
- 大分県
  - 中津市 - 宇佐市 - 豊後高田市 - 姫島村 - 国東市

## 関連画像
- 馬島
- 山陽本線列車内より望む周防灘と笠戸島
- 山陽本線列車内より望む黒髪島
- フェリー船内より望む企救半島の東海岸